# 138445 Westenburger
138445 Westenburger è un asteroide della fascia principale. Scoperto nel 2000, presenta un'orbita caratterizzata da un semiasse maggiore pari a 2,3598012 UA e da un'eccentricità di 0,1401929, inclinata di 4,72057° rispetto all'eclittica.